# Manduca rufescens
Manduca rufescens är en fjärilsart som beskrevs av Butler 1875. Manduca rufescens ingår i släktet Manduca och familjen svärmare. Inga underarter finns listade i Catalogue of Life.